# Maison Maravilha Viva
Maison Maravilha Viva è il primo album dal vivo del cantautore italiano Joe Barbieri.
La sua pubblicazione arriva a circa un anno di distanza da Maison Maravilha, di cui può essere considerata l'emanazione live. L'album è stato registrato il 9 gennaio 2010 in occasione della tappa romana del tour di Maison Maravilha tenutasi nella sala Teatro Studio dell'Auditorium Parco della Musica.
Alle registrazioni ha preso parte il quartetto di musicisti composto da Antonio Fresa (pianoforte), Sergio Di Natale (batteria), Stefano Jorio (violoncello) e Giacomo Pedicini (contrabbasso), oltre al cantautore Mario Venuti, ospite nel brano "Pura Ambra".
La versione fisica dell'album è composta da due supporti, CD e DVD, entrambi contenenti la medesima tracklist. La realizzazione del DVD del concerto è stata affidata al regista Giovanni Meola.

## Tracce
Le tracce, identicamente contenute tanto sul supporto cd quando su quello dvd, sono le seguenti:
1. Normalmente - 4:06 (Giuseppe Barbieri)
2. Lacrime di coccodrillo - 5:16 (Giuseppe Barbieri)
3. Castello di sabbia - 2:44 (Giuseppe Barbieri)
4. Fai male - 3:33 (Bruno Martino, Leo Chiosso)
5. Gira e rigira - 3:48 (Giuseppe Barbieri)
6. Sono una grondaia - 3:48 (Giuseppe Barbieri)
7. Fammi tremare i polsi - 5:09 (Giuseppe Barbieri)
8. Pura ambra - 3:46 (Giuseppe Barbieri) con Mario Venuti
9. Leggera - 3:56 (Giuseppe Barbieri)
10. Malegría - 3:20 (Giuseppe Barbieri)
11. In una stanca indifferenza - 4:05 (Giuseppe Barbieri)
12. Microcosmo - 3:31 (Giuseppe Barbieri)
13. In questo preciso momento - 3:31 (Giuseppe Barbieri)
14. Wanda (stai seria con la faccia) - 3:31 (Paolo Conte)

Oltre al concerto il DVD contiene una lunga intervista all'artista inframmezzata da immagini raccolte durante il backstage del concerto, ed una raccolta di fotografie scattate da Marco Medaglia.

## Curiosità
- Le illustrazioni dell'album sono opere originali dell'artista triestina Nadia Zorzin.